# Psallus assimilis
Psallus assimilis är en insektsart som beskrevs av Hans Ferdinand Emil Julius Stichel 1956. Psallus assimilis ingår i släktet Psallus, och familjen ängsskinnbaggar. Arten är reproducerande i Sverige.